# Кракен (море)
 Тази статия е за морето.  За митичното чудовище вижте Кракен.  
Морето Кракен (на латински: Kraken Mare) е едно от въглеводородните морета на Титан, (спътника на Сатурн). Намира се в северното му полукълбо, координатите на центъра му са 68° с. ш. 310° и. д. / 68° с. ш. 310° и. д.. Дълго е 1170 km, площта му е около 400 000 km², т.е. сравнимо е по размери с Каспийско море. В северната му част се намира остров Майда.
Морето е открито през 2007 г. от сондата Касини-Хюйгенс и е получило името си от митичното морско чудовище Кракен. С помощта на радиолокационно заснемане е установено, че е съставено от въглеводороди (етан и метан).